# Asymbolus analis
Espèce
Répartition géographique
Statut de conservation UICN

 LC  : Préoccupation mineure
Asymbolus analis est une espèce de requins.